# 科斯尼諾 (亞利桑那州)
科斯尼諾（英語：Cosnino）是位於美國亞利桑那州可可尼諾縣的一個非建制地區。該地的面積和人口皆未知。

## 地理
科斯尼諾的座標為35°12′20″N 111°28′30″W / 35.20556°N 111.47500°W，而該地的平均海拔高度為1971米（即6466英尺）。